# Fruits of Desire
Fruits of Desire (o The Ambition of Mark Truitt) è un film muto del 1916 diretto da Oscar Eagle. Prodotto dalla William A. Brady Picture Plays, aveva come interpreti Robert Warwick, Madlaine Traverse, Dorothy Fairchild, Robert Cummings, Alec B. Francis.
La sceneggiatura del film si basa su The Ambition of Mark Truitt, romanzo di Henry Russell Miller pubblicato a Indianapolis nel 1913. Nel 1919, ne venne fatto un remake dal titolo Fruits of Passion che fu diretto da George Ridgwell.

## Trama
Mark Truitt aspira a diventare un magnate dell'acciaio: per inseguire il suo sogno, lascia la sua cittadina di provincia e anche Unity, la fidanzata, andando a stabilirsi a Pittsburgh, dove trova lavoro in un'acciaieria. Ben presto comincia la sua scalata, diventando prima caposquadra e poi sovrintendente. Kazia, la figlia del caposquadra si innamora di lui, ma Truitt lascia anche lei per ritornare nella sua città natale, dove impianta la sua fabbrica. Diventato ricco, sposa Unity ma il denaro rovina la loro unione e i due ben presto divorziano. Tornato a Pittsburgh dopo il divorzio, Mark ritrova Kazia: la donna che non lo ha mai dimenticato e non ha mai smesso di amarlo, accetta di sposarlo.

## Produzione
Il film fu prodotto dalla William A. Brady Picture Plays.

## Distribuzione
Il copyright del film, richiesto dalla World Film Corp., fu registrato il 29 gennaio 1916 con il numero LU7559.
Distribuito negli Stati Uniti dalla World Film, il film uscì nelle sale cinematografiche il 31 gennaio 1916.
Non si conoscono copie ancora esistenti della pellicola che viene considerata presumibilmente perduta.